# Kocaeli Büyükşehir Belediyesi Kağıt SK (Eishockey)

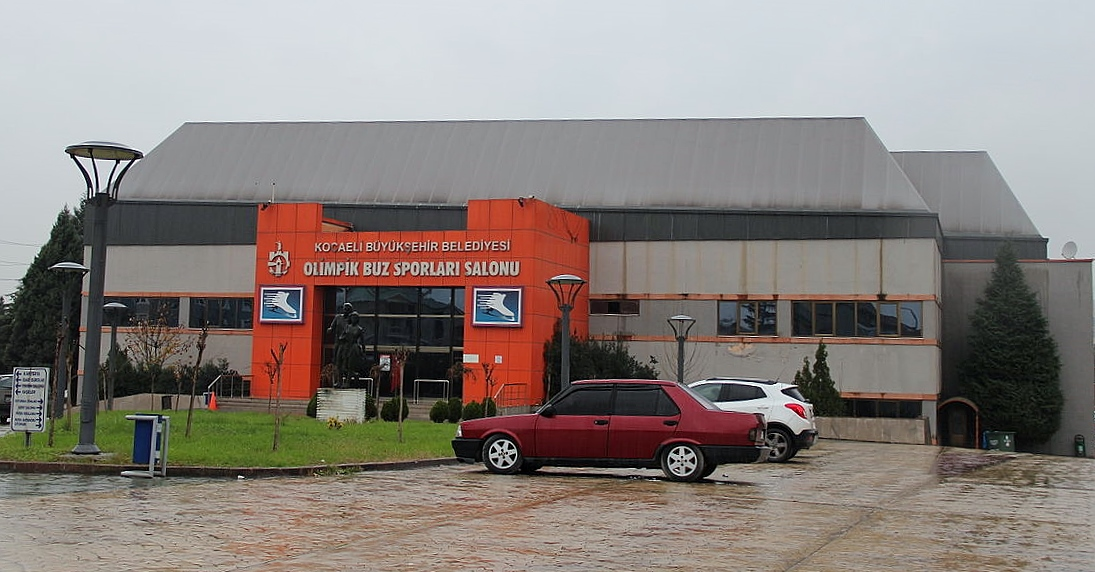
Kocaeli B.B. Ice Arena

Kocaeli Büyükşehir Belediyesi Kağıt Spor Kulübü (kurz: Kocaeli BB Kağıtspor) ist eine türkische Eishockeymannschaft aus İzmit, die 2000 gegründet wurde und in der türkischen Superliga spielt.

## Geschichte
Der im Jahr 2000 gegründete Kocaeli BB Kağıtspor scheiterte in den Jahren 2004 bis 2006 gleich drei Mal im Finale der Superliga an Polis Akademisi ve Koleji. Im Jahr 2007 wurde die Mannschaft erstmals türkischer Meister, als im vierten Anlauf hintereinander die Revanche für die vorherigen Finalniederlagen gelang. In der Saison 2007/08 erreichte das Team aus İzmit erneut das Playoff-Finale verlor jedoch zum vierten Mal in den letzten fünf Endspielen gegen Polis Akademisi.
Mit dem Gewinn der Meisterschaft im Jahr 2007 qualifizierte sich Kocaeli BŞehir Kağıtspor erstmals für den Europapokal und nahm als türkischer Vertreter am IIHF Continental Cup 2007/08 teil. In der ersten Qualifikationsrunde traf man im rumänischen Miercurea Ciuc auf die Gastgeber vom SC Miercurea Ciuc, den KHL Mladost Zagreb aus Kroatien und CG Puigcerdà aus Spanien. Zwar schied man als Dritter aus, doch konnte man sich mit 5:4 gegen die Spanier durchsetzen und somit den ersten Europapokal-Sieg der Vereinsgeschichte einfahren.

## Erfolge
- Türkischer Meister: 2007
- Vize-Meister: 2004, 2005, 2006, 2008, 2009, 2012

## Stadion
Die Heimspiele von Kocaeli BB Kağıtspor werden in der Kocaeli Olimpik Buz Sporları Tesisleri in İzmit ausgetragen, die 3.500 Zuschauern Platz bietet.